# Home counties
De home counties zijn de graafschappen die aan Londen grenzen. Over het algemeen worden Berkshire, Buckinghamshire, Essex, Hertfordshire, Kent, Surrey, en Sussex hiertoe gerekend, hoewel Sussex niet direct aan Londen grenst. Er bestaat geen scherpe definitie van het begrip en ook counties die verder van Londen liggen, zoals Bedfordshire, Cambridgeshire, Hampshire en Oxfordshire worden wel tot de home counties gerekend.